# Puchar Polski (województwo lubuskie) w piłce nożnej mężczyzn (2021/2022)
W sezonie 2021/2022 Puchar Polski na szczeblu regionalnym w województwie lubuskim składał się z 4 rund, w których brały udział 16 drużyn: 6 z Okręgu Gorzów Wielkopolski oraz 10 z Okręgu Zielona Góra. Rozgrywki miały na celu wyłonienie zdobywcy Regionalnego Pucharu Polski w województwie lubuskim i uczestnictwo na szczeblu centralnym Pucharu Polski w sezonie 2022/2023.

## Uczestnicy
| III liga | IV liga | Klasa Okręgowa | Klasa A                                                                     |
| --- | --- | --- | --------------------------------------------------------------------------- |
| - Carina Gubin - OPP Zielona Góra - Warta Gorzów Wielkopolski - OPP Gorzów Wlkp. - Lechia Zielona Góra - OPP Zielona Góra | - Piast Czerwieńsk - OPP Zielona Góra - Lechia II Zielona Góra - OPP Zielona Góra - Promień Żary - OPP Zielona Góra - Meprozet Stare Kurowo - OPP Gorzów Wlkp. - Budowlani Murzynowo - OPP Gorzów Wlkp. - Ilanka Rzepin - OPP Gorzów Wlkp. - KP Piast Iłowa - OPP Zielona Góra | - Róża Różanki - OPP Gorzów Wlkp. - Odra Bytom Odrzański - OPP Zielona Góra - GKP Pszczew - OPP Gorzów Wlkp. - Tęcza Krosno Odrzańskie - OPP Zielona Góra | - Iskra Małomice - OPP Zielona Góra - Victoria Szczaniec - OPP Zielona Góra |

## 1/8 finału
Pary 1/8 finału rozlosowano 14 października 2021 roku, natomiast mecze rozegrano przeważnie 30 marca 2022 roku.
| 26 lutego 2022 | Promień Żary        | 1:3   | Meprozet Stare Kurowo                                                      |  |
| 13:00          | 44' Jakub Księżniak | (1:2) | 9' Marcin Antczak · 39' (sam.) Kacper Floriańczyk · 69' Jakub Krok-Adamski |  |

| 5 marca 2022 | Piast Czerwieńsk | 1:4   | Lechia II Zielona Góra                                                              |  |
| 14:00        | 80' Dawid Kaczor | (0:1) | 23' Dominik Figaś · 48' Kacper Lechowicz · 55' Marcin Lisowski · 68' Dawid Sowiński |  |

| 30 marca 2022 | Iskra Małomice                                                   | 4:2   | Victoria Szczaniec                        |  |
| 16:30         | 49', 59' Piotr Najdek · 83' Artur Bruzdewicz · 87' Damian Wypych | (0:2) | 21' Dawid Ziółkowski · 38' Rostysław Rewa |  |

| 30 marca 2022 | Budowlani Murzynowo | 0:8   | Carina Gubin |  |
| 16:30         |                     | (0:4) | 14', 38' Joao Victor Guimaraes · 31' Kacper Pietrzczyk · 43', 49' Przemysław Siudak · 63' Cyprian Poniedziałek · 73' Michał Kochanowski · 86' Mateusz Walczak |  |

| 30 marca 2022 | Róża Różanki | 0:5   | Warta Gorzów Wielkopolski                                                                            |  |
| 16:30         |              | (0:3) | 15' Brajan Burzyński · 30' Dominik Siwiński · 40' Paweł Krauz · 73' Dawid Ufir · 85' Marcel Kasprzak |  |

| 30 marca 2022 | Odra Bytom Odrzański                                                                        | 4:3   | Ilanka Rzepin                                                     |  |
| 16:30         | 25' Maciej Konsewicz · 75' Kacper Koppenhagen · 80' Bartosz Dziubański · 90' Patryk Zawojek | (1:3) | 27' Paweł Siodorowicz · 32' Mateusz Klimczak · 39' Marcin Graczyk |  |

| 30 marca 2022 | KP Piast Iłowa    | 1:6   | Lechia Zielona Góra                                                                                               |  |
| 16:30         | 35' Dariusz Kowal | (1:2) | 18' Jędrzej Król · 19' Bartosz Konieczny · 52', 88' Łukasz Maćkowiak · 79' Mateusz Surożyński · 82' Artur Małecki |  |

| 30 marca 2022 | GKP Pszczew      | 1:2   | Tęcza Krosno Odrzańskie                     |  |
| 16:30         | 73' Kacper Kozak | (0:1) | 38' Igor Koziński · 66' Radosław Rakociński |  |

## 1/4 finału
Mecze 1/4 finału rozegrano 13 i 20 kwietnia 2022 roku.
| 13 kwietnia 2022 | Lechia Zielona Góra                                            | 3:0   | Carina Gubin |  |
| 17:00            | 12' Przemysław Mycan · 23' Jakub Babij · 51' Bartosz Konieczny | (2:0) |              |  |

| 20 kwietnia 2022 | Iskra Małomice   | 1:5 (pd.) | Tęcza Krosno Odrzańskie                                                  |  |
| 17:00            | 73' Patryk Socha | (0:0)     | 89', 103', 108' Mariusz Wolbaum · 113' Kamil Adamów · 120' Kamil Malczyk |  |

| 20 kwietnia 2022 | Meprozet Stare Kurowo  | 1:0   | Lechia II Zielona Góra |  |
| 17:00            | 25' Jakub Krok-Adamski | (1:0) |                        |  |

| 20 kwietnia 2022 | Odra bytom Odrzański                              | 2:5   | Warta Gorzów Wielkopolski                                                                       |  |
| 17:00            | 81' (sam.) Mateusz Ogrodowski · 88' Bartosz Skiba | (0:3) | 3', 77' Marcel Kasprzak · 34' Brajan Burzyński · 37' Karol Gardzielewicz · 82' Krystian Rybicki |  |

## 1/2 finału
Pary półfinałowe rozlosowano 26 kwietnia 2022 roku, natomiast mecze rozegrano 25 maja tegoż roku.
| 25 maja 2022 | Tęcza Krosno Odrzańskie | 1:5   | Lechia Zielona Góra                                             |  |
| 17:30        | 62' Bartosz Piec        | (0:0) | 68', 81', 90' Przemysław Mycan · 88', 90' Krzysztof Staśkiewicz |  |

| 25 maja 2022 | Meprozet Stare Kurowo | 0:2   | Warta Gorzów Wielkopolski                |  |
| 17:30        |                       | (0:2) | 6' Brajan Burzyński · 28' Adrian Marchel |  |

## Finał
Finał rozegrany został 25 czerwca w Lubsku. W nim Lechia Zielona Góra pokonała Wartę Gorzów Wielkopolski 1:0 po dogrywce. Wygrała ona tym samym Regionalny Puchar Polski oraz uzyskała prawo do gry w sezonie 2022/23 na szczeblu centralnym Pucharu Polski.
| 25 czerwca 2022 | Lechia Zielona Góra | 1:0 (pd.) | Warta Gorzów Wielkopolski |  |
| 17:00           | 91' Konrad Sitko    | (0:0)     |                           |  |